# كلية العلوم الدينية في جامعة أنقرة
كلية العلوم الدينية بجامعة أنقرة ((بالتركية: Ankara Üniversitesi İlahiyat Fakültesi)، هي كلية علوم دينية إسلامية في جامعة أنقرة في العاصمة التركية، والتي لا تزال تلعب دورًا رائدًا في تركيا اليوم.
تأسست كلية العلوم الدينية في جامعة أنقرة في عام 1949. تأسست الجامعة في عهد عصمت إينونو كجزء من استعادة التعليم العالي الإسلامي من قبل حكومة حزب الشعب الجمهوري في تركيا - حتى قبل فوز الحزب الديمقراطي بالانتخابات في عام 1950. حيث أدى إغلاق كلية العلوم الدينية في جامعة إسطنبول (مدرسة السليمانية السابقة) في عام 1933 في عهد مصطفى كمال أتاتورك، إلى ترك تركيا بدون مؤسسة تعليمية إسلامية عليا.